# Qin Er Shi

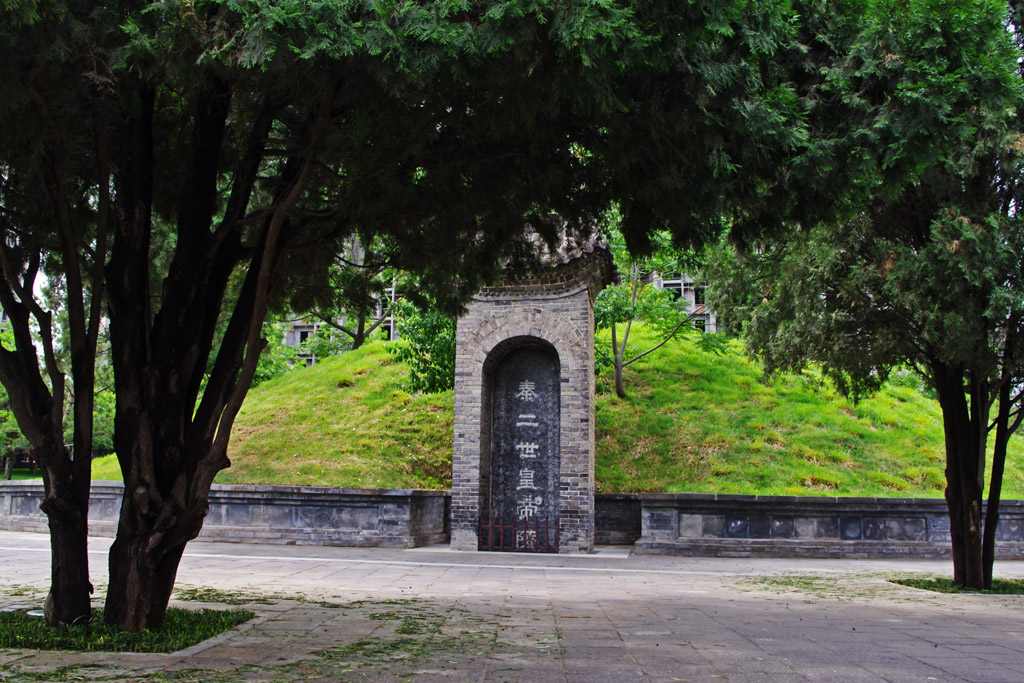
graf van Qin Er Shi

Qin Er Shi (229 v.Chr. - begin oktober 207 v.Chr.) was de tweede en laatste keizer uit de Qin-dynastie en regeerde van 210 tot 207 v.Chr.. Hij werd bij geboorte de naam Huhai (胡亥; Húhài) gegeven. Zijn heersersnaam Qin Er Shi (秦二世) betekent "Tweede Generatie van de Qin". Het is een verkorting van Qin Ershi Huangdi (秦二世皇帝), de "Tweedegeneratie-keizer van de Qin". 

## Biografie
Huhai was de achttiende en jongste zoon van Qin Shi Huang (de eerste keizer uit de Qin-dynastie), maar was niet de oorspronkelijke kroonprins. In 210 v.Chr. vergezelde hij zijn vader op een reis naar Oost-China. Zijn vader overleed echter tijdens deze reis, toen zij in het dorp Shaqiu arriveerden. Conform het advies van de oppereunuch Zhao Gao en minister-president Li Si, stelde hij een vals legaat op, waarin zijn broer, de kroonprins Fusu, werd bevolen zelfmoord te plegen en waarin hij zichzelf aanwees als rechtmatige troonopvolger. Daarbij nam hij de naam Er Shi aan.
Er Shi's regeerperiode werd gekenmerkt door chaos en opstanden. Enerzijds was er een machtsstrijd aan het keizerlijk hof, anderzijds probeerden de recent onderworpen Strijdende Staten hun onafhankelijkheid te herwinnen en zich van Qin af te scheiden. In 207 v.Chr. werd het keizerlijke leger vernietigend verslagen in de Slag bij Julu (heden in Xingtai) door verenigde rebellen onder leiding van Xiang Yu van de opstandige staat Chu. Er Shi werd ten slotte in oktober 207 v.Chr. van de troon gestoten en door verraad van zijn eerste minister Zhao Gao gedwongen tot zelfmoord.

## Opvolging
Zhao Gao stelde Ziying (een kleinzoon of mogelijk een broer van Qin Shi Huangdi, dat is onduidelijk) aan als de nieuwe koning (in plaats van keizer) van Qin. Koning Ziying regeerde slechts 46 dagen, waarin hij Zhao Gao in een val wist te lokken en doden, alvorens hij door een Chu-rebellenleger aangevoerd door Liu Bang werd verslagen en zich aan hem overgaf in december 207 v.Chr.. Xiang Yu was echter jaloers, verwoestte de Qin-hoofdstad Xianyang, doodde Ziying en beëindigde daarmee de Qin-dynastie in januari 206 v.Chr.. Vervolgens voerden Liu Bang (inmiddels de prins van Hàn) en Xiang Yu de vierjarige Chu-Han-oorlog (206–202 v.Chr.) die Liu won en tot de eerste keizer van de nieuwe Han-dynastie maakte.